# الداما

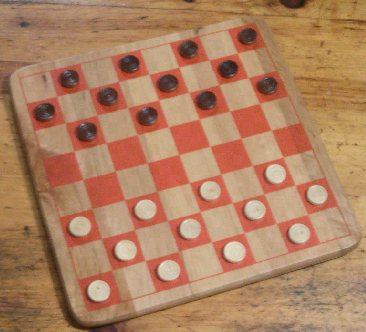
لوحة لعبة الداما

الداما (بالإنجليزية العالمية:English draughts) أو (بالإنجليزية الأمريكية والكندية:checkers) هي لعبة تعتمد على الذكاء والبعض يشبهها بالشطرنج ولكنها مختلفة عنها فهي تعتمد على تكتيكات تختلف تماما عن تكتيكات الشطرنج وأيضا أسلوبها مختلف ,وقد ظهرت في أوائل العام 1100 م في جنوب فرنسا وبعدها انتشرت اللعبة في جميع أنحاء العالم وهي تعتبر لعبة شعبية على حدّ سواء ,وتجري لها الآن بطولات في فرنسا وبريطانيا والولايات المتحدة الأمريكية ,و تُلعب على لوحة 8 وحدات طولاً و 8 وحدات عرضاً (أي 64 مربع) مع 12 قطعة لكل جانب.

## طريقة اللعب
1. لاعبان فقط.
2. تحرك القطع على شكل وتر ولا يستطيع اللاعب العودة إلى الخلف في الأدوار القادمة أي أنه لا يستطيع إلّا التقدم.
3. طريقة الإطاحة بقطع الخصم تكون بتمرير القطعة فوق قطعة الخصم والذهاب إلى المربع الذي يلي مربع قطعة الخصم.
4. عندما يتاح للمنافس بالإطاحة بقطعة من قطع الخصم فلا مفر من أن يطيح بها.
5. الفائز هو من يخرج جميع قطع المنافس أولاً.